# Kings Courtyard Inn
The Kings Courtyard Inn, en 198 King's Street en Charleston, Carolina del Sur, es un hotel boutique con alrededor de 41 habitaciones.

## Historia
El hotel fue construido en 1853 para el coronel J. Charles Blum, como un edificio anterior a la guerra de tres pisos. Era conocido como el Edificio Blum. En la década de 1800, su primer piso era espacios comerciales y el segundo y tercer piso eran habitaciones de hotel.
 

Se inauguró como Kings Courtyard Inn en 1983. Luego, una revisión señaló que era un:
Un edificio de 130 años que anteriormente albergaba tiendas minoristas y una pista de patinaje sobre ruedas se ha convertido en una de las posadas más nuevas de Charleston. Kings Courtyard Inn en 198 King St. abrió este mes en el corazón del distrito de antigüedades de la ciudad portuaria, y junto con la inauguración está patrocinando simposios de antigüedades todos los sábados hasta el 10 de diciembre. . . . Erigido en 1853 al estilo del renacimiento griego con detalles egipcios, el edificio de tres pisos es uno de los más grandes y antiguos de la cuadra. Los dos pisos superiores se usaron originalmente como una posada, atendiendo a propietarios de plantaciones visitantes y magnates navieros. Tiendas de alta calidad ocupaban la planta baja. En años posteriores, las tiendas de sombrerería, abarrotes y antigüedades se encontraban entre los inquilinos del edificio, y en la década de 1930 el tercer piso se convirtió en una pista de patinaje cubierta.
Fue diseñado por el arquitecto Francis D. Lee en estilo Renacimiento griego con elementos del Renacimiento egipcio. Incluye dos patios interiores y un jardín trasero. El hotel es una propiedad que contribuye al Distrito Histórico de Charleston,  un Distrito Histórico Nacional en el Registro Nacional de Lugares Históricos.
En 1989 fue uno de los 35 miembros fundadores de Historic Hotels of America, un programa del National Trust for Historic Preservation, y ha permanecido en el programa desde entonces.